# Terror Clinic
Pour plus de détails, voir Fiche technique et Distribution.
Terror Clinic (Exquisite Tenderness) est un film canado-allemand réalisé par Carl Schenkel sorti en 1994.

## Synopsis
Dans la clinique du docteur Mittlesbay, le docteur Stein réunit ses collègues pour leur faire part de la dernière phase d'une expérimentation effectuée sur un babouin et destinée à régénérer des cellules. Pendant les explications, le babouin entre en crise et succombe. Peu de temps après, le docteur Theresa McCann, chef de service à l'hôpital, surprend Stein en train de se livrer à des expériences sur des patients. Les deux médecins se querellent mais Stein refuse d'entendre quoi que ce soit. Theresa décide alors d'en avertir le directeur de la clinique. Ce dernier non seulement n'écoute pas la jeune femme, mais voulant couvrir Stein la met à pied quelques jours. 
Theresa, désorientée, s'en va chercher conseil auprès d'un jeune stagiaire, le docteur Benjamin Hendricks. Tous deux pénètrent de nuit dans l'hôpital et découvrent le cadavre du docteur Stein pendu. Ils constatent alors qu'un individu s'est introduit dans l'hôpital pour y accomplir des expériences, il s'agit du docteur Matar, ancien petit ami de Theresa et que celle-ci a fait renvoyer à la suite d'une série de fautes professionnelles. Matar est maîtrisé par la police, mais s'évade et revient. Il est l'inventeur d'un sérum de régénération de cellules, mais qui ne fonctionne pas de façon pérenne et qu'il convient de renouveler périodiquement en faisant des prélèvements sur des patients qu'il assassine. 
Il s'ensuit une course poursuite au cours de laquelle Matar cherche à éliminer tous ceux qui se sont mis en travers de sa route, y compris le directeur de l'établissement et Theresa.

## Fiche technique
- Titre français : Terror Clinic
- Titre original : Exquisite Tenderness
- Titre original alternatif : The Surgeon
- Réalisation : Carl Schenkel
- Scénario : Patrick Cirillo
- Musique : Christopher Franke
- Photographie : Thomas Burstyn
- Montage : Jimmy B. Frazier
- Production : Alan Beattie, Willi Bär & Chris Chesser
- Sociétés de production : Capella International, Connexion Film & Lollipop Productions
- Société de distribution : A-Pix Entertainment
- Pays :  Canada[1],  Allemagne[1]
- Langue : Anglais
- Format : Couleur - DTS - 35 mm - 2.35:1
- Genre : Horreur, Thriller
- Durée : 96 min
- Date de sortie : 10 novembre 1995  Royaume-Uni
- Public : Film interdit aux moins de 16 ans lors de la sortie en France

## Distribution
- Isabel Glasser : Dr. Theresa McCann
- James Remar (VF : Robert Guilmard) : Dr. Benjamin Hendricks
- Sean Haberle : Dr. Julian Matar
- Charles Dance (VF : Hervé Bellon) : Dr. Ed Mittlesbay
- Peter Boyle : Le lieutenant McEllwaine
- Malcolm McDowell (VF : Jean-Pierre Leroux) : Dr. Stein
- Beverly Todd : L'infirmière Burns
- Charles Bailey-Gates : Le sergent Ross
- Mother Love (en) : Milly Putnam
- Juliette Jeffers : Lisa Wilson
- Gregory West : Tommy Beaton
- Kim Robillard : Dr. Eugene Kaiser